# 1981-es dél-afrikai általános választás
1981. április 29-én általános választásokat tartottak Dél-Afrikában. Az 1978 óta P. W. Botha vezetése alatt álló Nemzeti Párt némileg veszített támogatottságából, de újabb elsöprő győzelmet aratott, a 165 közvetlenül választott képviselői mandátumból 131-et tudhatott magáénak a Népgyűlésben.

## Eredmények
A tizenkét kinevezett, illetve közvetetten megválasztott tagból tizenegy a Nemzeti Párt frakciójában, egy pedig a Progresszív Föderális Párt frakciójában foglalt helyet.
| Párt                        | Párt                              | Szavazatok | %      | Mandátumok |
| --------------------------- | --------------------------------- | ---------- | ------ | ---------- |
|                             | Nemzeti Párt (NP)                 | 778 371    | 57,66  | 131        |
|                             | Progresszív Föderális Párt (PFP)  | 265 297    | 19,65  | 26         |
|                             | Helyreállított Nemzeti Párt (HNP) | 191 249    | 14,17  | 0          |
|                             | Új Köztársaság Párt (NRP)         | 93 603     | 6,93   | 8          |
|                             | Nemzeti Konzervatív Párt          | 19 149     | 1,42   | 0          |
|                             | Egyéb és függetlenek              | 2 264      | 0,17   | 0          |
| Államelnök által kinevezett | Államelnök által kinevezett       |            |        | 4          |
| Indirekt módon választott   | Indirekt módon választott         |            |        | 8          |
| Összesen                    | Összesen                          | 1 349 933  | 100,00 | 177        |

## Fordítás
Ez a szócikk részben vagy egészben  a(z)   1981 South African general election című angol Wikipédia-szócikk ezen változatának fordításán alapul.  Az eredeti cikk szerkesztőit annak laptörténete sorolja fel. Ez a jelzés csupán a megfogalmazás eredetét és a szerzői jogokat jelzi, nem szolgál a cikkben szereplő információk forrásmegjelöléseként.